# Jakusze (gmina)
Jakusze – dawna gmina wiejska istniejąca do 1927 roku na Lubelszczyźnie. Siedzibą gminy były Jakusze.
W okresie międzywojennym gmina Jakusze należała do powiatu łukowskiego w woj. lubelskim i obejmowała następujące miejscowości: Grochówka, Jakusze, Kurów, Leszczanka, Maciejowice, Mikołajęczyn, Płudy, Szczepanki, Tęczki, Wierzejki, Wilcza i Wylany.
1 kwietnia 1927 roku gmina została zniesiona a jej terytorium włączono w całości do gminy Trzebieszów.